# 벨라루스어
벨라루스어(벨라루스어: беларуская мова 벨라루스카야 모바)는 벨라루스의 공용어이자 벨라루스 및 기타 지역에서 사용된다. 러시아어 등과 함께 인도유럽어족 슬라브어파 동슬라브어군에 속하며, 키릴 문자로 표기된다.

## 개요
이 언어는 우크라이나어, 폴란드어, 러시아어와 유사한 어휘가 많고 리투아니아어, 라트비아어에서도 약간의 차용어가 들어왔다. 주 사용국인 벨라루스마저 러시아어를 더 선호하며 동슬라브어군에서 2번째로 적게 쓰이는 언어가 되었고, 이 언어가 자연적으로 소멸할 것이라는 추측도 나오고 있다. 우크라이나 및 러시아에서도 소수의 벨라루스인들이 이 언어를 사용하는데, 러시아는 이 언어를 없애고 러시아어를 보급하려는 시도도 있었다고 한다. 러시아어와 다른 점을 예로 하나 들자면 단어 '언어'는 러시아어로 "이즤크"(язык), 벨라루스어로는 우크라이나어랑 유사하게 "모바"(мова) 라고 한다.

## 문자
| А а | Б б | В в | Г г | Д д | (Дж дж) | (Дз дз) | Е е |
| Ё ё | Ж ж | З з | І і | Й й | К к     | Л л     | М м |
| Н н | О о | П п | Р р | С с | Т т     | У у     | Ў ў |
| Ф ф | Х х | Ц ц | Ч ч | Ш ш | Ы ы     | Ь ь     | Э э |
| Ю ю | Я я |     |     |     |         |         |     |

## 음운

### 자음
|        | 양순음 | 양순음 | 순치음 | 순치음 | 치음과 치경음 | 치음과 치경음 | 권설음과 치경구개음 | 권설음과 치경구개음 | 경구개음 | 연구개음 | 연구개음 |
| 파열음 | p pʲ   | b bʲ   |        |        | t             | d             |                     |                     |          | k kʲ     |          |
| 파찰음 |        |        |        |        | ʦ ʦʲ          | ʣ ʣʲ          | ʈʂ                  | ɖʐ                  |          |          |          |
| 마찰음 |        |        | f fʲ   | v vʲ   | s sʲ          | z zʲ          | ʂ                   | ʐ                   |          | x xʲ     | ɣ ɣʲ     |
| 비음   | m mʲ   | m mʲ   |        |        | n nʲ          | n nʲ          |                     |                     |          |          |          |
| 전동음 |        |        |        |        | r             | r             |                     |                     |          |          |          |
| 접근음 |        |        |        |        | ɫ lʲ          | ɫ lʲ          |                     |                     | j        |          |          |

## 이름들

### 로마자 전사된 공식 이름
- Belarusian — 나라 이름 «Belarus»에서 나온 형태. 1992년 이후 벨라루스에서 사용됨.
  - Belarusan — «Belarusian»의 변종.
- Byelorussian — 나라 이름 «Byelorussia» (Белоруссия)에서 나온 형태. 소련 시대에 러시아어에서 사용되었고 그 후 러시아에서 사용된다.
  - Belorussian — «Byelorussian»의 변종.

## 특징
키릴 문자를 사용한다. 가끔 라친카라는 로마자표기도 사용되며, 예전에는 벨라루스어 아랍 문자도 사용되었다.

## 인사 등 상용어
- дзень добры (dzen' dobry) - 안녕하세요?
- як (jak) - 어떻게
- як маесься? (jak majessija?) - 잘 지냈습니까?/어떻게 지내셨습니까?
- добрай раніцы (dobraj ranicy) - 아침인사
- дабранач (dabranach) - 안녕히 주무세요.
- дзякуй (dzjakuj) - 고마워요.
- калі ласка (kali laska) - ~해 주세요
- спадар / спадарыня (spadar / spadarynja) - ~씨(남성/여성)
- добра (dobra) - 좋다
- кепска / дрэнна (kjepska / drenna) - 나쁘다
- выдатна (vydatna) - 멋지다, 훌륭하다
- цудоўна (cudowna) - 멋지다, 훌륭하다
- дзе (dzje) - 어디?
- адкуль (adkul') - 어디에서?
- чаму (chamu) - 왜?
- я разумею (ja razumjeju) - 전 이해합니다.
- нічога не разумею (nichoha nie razumjeju) - 전 아무것도 이해하지 못합니다.

## 사용 국가
- 공용어 및 국어 : 벨라루스
- 나머지 : 우크라이나의 북부, 폴란드의 동부, 러시아의 서부, 리투아니아의 남부, 라트비아의 일부 등지